# 木村優子
木村 優子（きむら ゆうこ、女性、1961年1月6日 - ）は、日本の会社役員・フリーアナウンサー。元株式会社J.M.P代表取締役社長。元日テレイベンツ専務取締役。元日テレ学院講師。元日本テレビアナウンサー、元報道局キャスター。
小学校教諭一種免許状所持。

## 担当番組

### アナウンサー時代
報道・情報番組
| 期間                              | 期間                               | 番組名                 | 役職 |
| --------------------------------- | ---------------------------------- | ---------------------- | --- |
| 1984年4月2日                      | 1988年9月30日                      | ルンルンあさ6生情報    | 司会 |
| 1989年10月1日                     | 1992年9月27日                      | 中村敦夫のザ・サンデー | 司会 |
| 1990年4月6日                      | 1992年10月3日                      | NNNニュースプラス1     | キャスター ※1991年3月30日まで金・土曜日担当、同年4月1日から9月30日まで月～木曜日担当、同年10月5日から土曜日担当 |
| 1990年4月8日 および 1991年10月6日 | 1991年3月31日 および 1992年10月4日 | NNN日曜夕刊            | キャスター |

バラエティ番組・その他
- ザ・トップテン（中継リポーター 1983 - 1986.12）
- 読響オーケストラハウス（1984）
- 火曜サスペンス劇場 たった独りのあなたのために（1985.12.24）
- 歌のトップテン（中継レポーター 1986.4 - 1990.3）
- おしゃれ（アシスタント 1986.4 - 1987.4）
- 美味しいテレビ9トゥ10（司会 1986.12 - 1987.3）
- 巨泉のこんなモノいらない!?（アシスタント 1987.10.4 - 1988）
- 欽きらリン530!!・欽ちゃんの気楽にリン（1988）
- マジカル頭脳パワー!!（マジカルオペレーター 1990.10.27 - 1992.10.10）
- あすの全国の天気（1992?）

### 報道局時代
| 期間          | 期間          | 番組名                       | 役職       |
| ------------- | ------------- | ---------------------------- | ---------- |
| 1994年2月28日 | 2002年9月27日 | NNNニュースプラス1【平日版】 | キャスター |
| 2000年代      | 2000年代      | デイリープラネット金曜発言中 | 司会       |

### 報道姿勢の批判
- 阪神・淡路大震災発生後、間もない頃に甚大な被害を出しながらも大規模な避難所および、各報道局の現地レポートの拠点化となっていた神戸市立本山第二小学校からの木村自身の現地初レポート放送時に、高級毛皮で着飾った姿が流れた。この直後から視聴者は無論、当時避難していた多くの被災者からも『平服でも冷え込む中、着の身着のままで避難した被災者の前で余りにも不謹慎』・『避難所はファッションショー会場ではない』等の非難轟々論が巻き起こった。

また後日天皇・皇后が前述の本山二小避難所を訪問した際、作業服っぽく地味な服装と、ひざを突いての被災者慰問姿との差異を長らく評論家からも苦言のネタとなった。以後、この事件を切っ掛けとして、マスコミ各社の取材や報道時の服装は被害者感情に配慮し、なるべく質素な平服で画面に登場する流れが、28年経過した今日でも全ての災害報道で引き継がれるきっかけを作った。

## 映画
- ガメラ 大怪獣空中決戦（1995年） - ニュースキャスター 役

## 同期入社
- 深堀恵美子（退社）